# 罗场镇
罗场镇，是中华人民共和国四川省宜宾市高县下辖的一个乡镇级行政单位。2019年8月，撤销羊田乡，将其所属行政区域划归罗场镇管辖。

## 行政区划
罗场镇下辖以下地区：
南华社区、红旗村、马店村、解放村、田村、新集社区村、民新村、光荣村、桐林村、兴场村、金塘村、林湖村、天堂村、永新村、团结村、三台村、走马村、新塘村和顺江村、名茶社区、羊田村、大坪村、光辉村、合理村、华丰社区村、前哨村和中心村。